# Đông Liêu, Liêu Nguyên
Đông Liêu (chữ Hán giản thể: 东辽县) là một huyện thuộc địa cấp thị Liêu Nguyên, tỉnh Cát Lâm, Cộng hòa Nhân dân Trung Hoa. Huyện này có diện tích 2385 ki-lô-mét vuông, dân số 390.000 người. Mã số bưu chính là 136600. Chính quyền huyện đóng ở trấn Bạch Tuyền. Về mặt hành chính, huyện này được chia thành 9 trấn, 4 hương.
- Trấn: Bạch Tuyền, Liêu Hà Nguyên, Vị Tân, An Thứ, Bình Cương, Tuyền Thái, Kiến An, An Thạch, Vân Đỉnh.
- Hương: Lăng Vân, Giáp Sơn, Túc Dân, Kim Châu.